# Álex Lora
Pour les articles homonymes, voir Lora.
José Alejandro Lora Serna, dit Álex Lora, est un compositeur, chanteur et musicien mexicain, né le 2 décembre 1952 à Puebla. Il est connu  pour être le leader du groupe de rock et de blues El Tri.
À la fin des années 1979, il a formé avec Carlos Hauptvogel un groupe appelé Three Souls in My Mind, au sein duquel il interprétait ses propres chansons en anglais car il considérait cette langue comme le « langage du rock ». Ce groupe s'est séparé en 1983.